# Bank Pocztowy
Bank Pocztowy SA – bank komercyjny w Polsce, oferujący usługi finansowe dla klientów indywidualnych z uzupełniającą ofertą dla mikro- i małych przedsiębiorstw, w placówkach sieci własnej oraz w placówkach Poczty Polskiej.
Bank Pocztowy powstał w 1990 roku w Bydgoszczy. Ideą leżącą u podstaw jego utworzenia było reaktywowanie tradycji bankowości pocztowej w Polsce. Akcjonariusze banku to: Poczta Polska S.A. (75% minus 10 akcji) oraz PKO BP (25% plus 10 akcji). Bank Pocztowy posiada największą w Polsce sieć dystrybucji usług finansowych, dzięki strategicznemu partnerstwu ze swoim większościowym akcjonariuszem.

## Historia

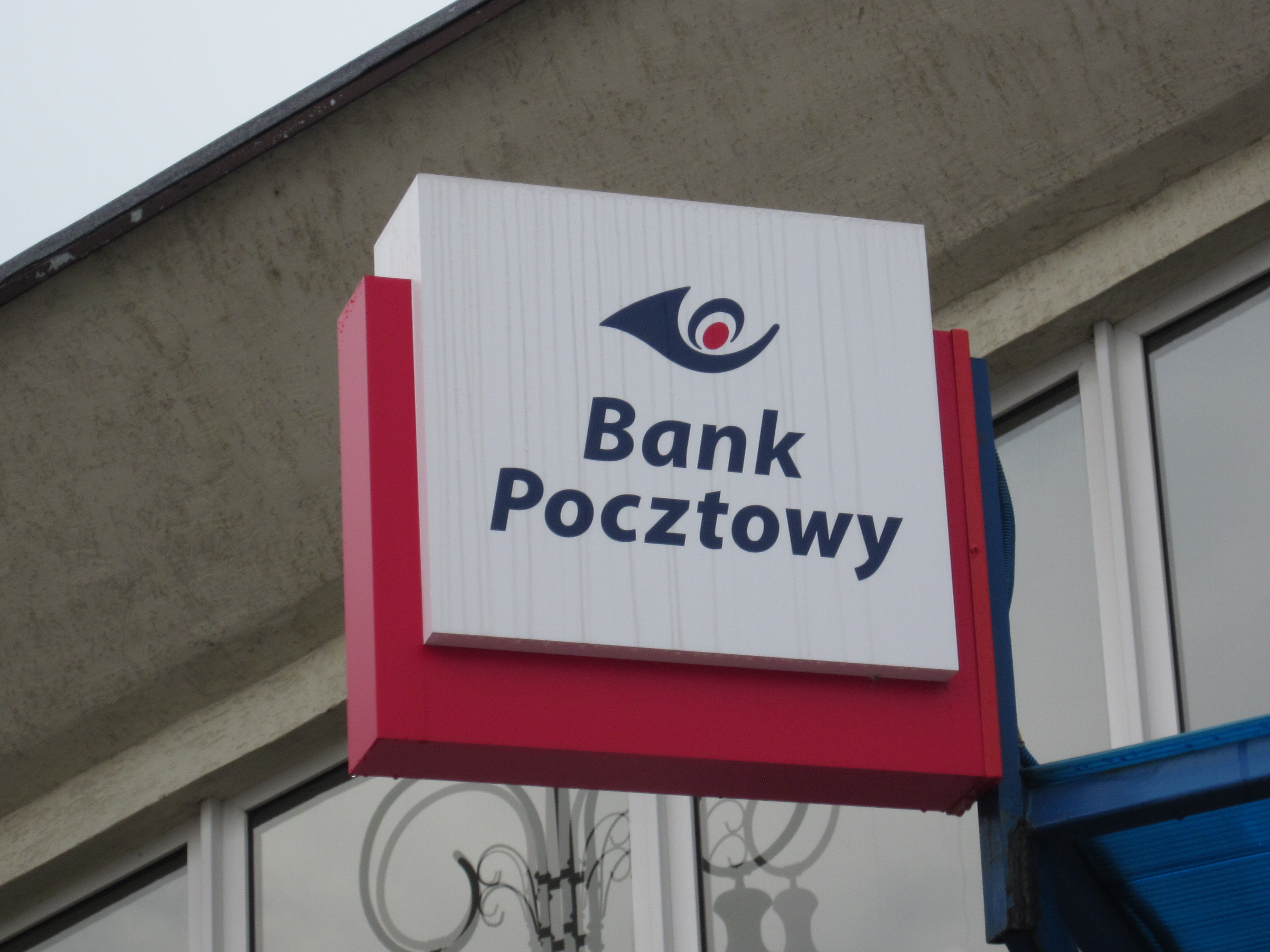
Logotyp banku używany do 2014 na oddziale w Białymstoku (2013)

Bank Pocztowy w latach 90. pełnił rolę banku rozliczeniowego obsługującego głównie samorządy i przedsiębiorstwa. Stopniowo oferował on jednak coraz więcej usług dla klientów detalicznych. W oparciu o sieć sprzedaży Poczty Polskiej oraz oddziały i placówki własne bank zaczął docierać do coraz szerszej grupy klientów. Równocześnie rozpoczęto wprowadzanie nowych produktów. W 1999 pełna obsługa kont osobistych GIRO możliwa była we wszystkich urzędach pocztowych, a sam rachunek został uzupełniony o kartę Visa Electron.

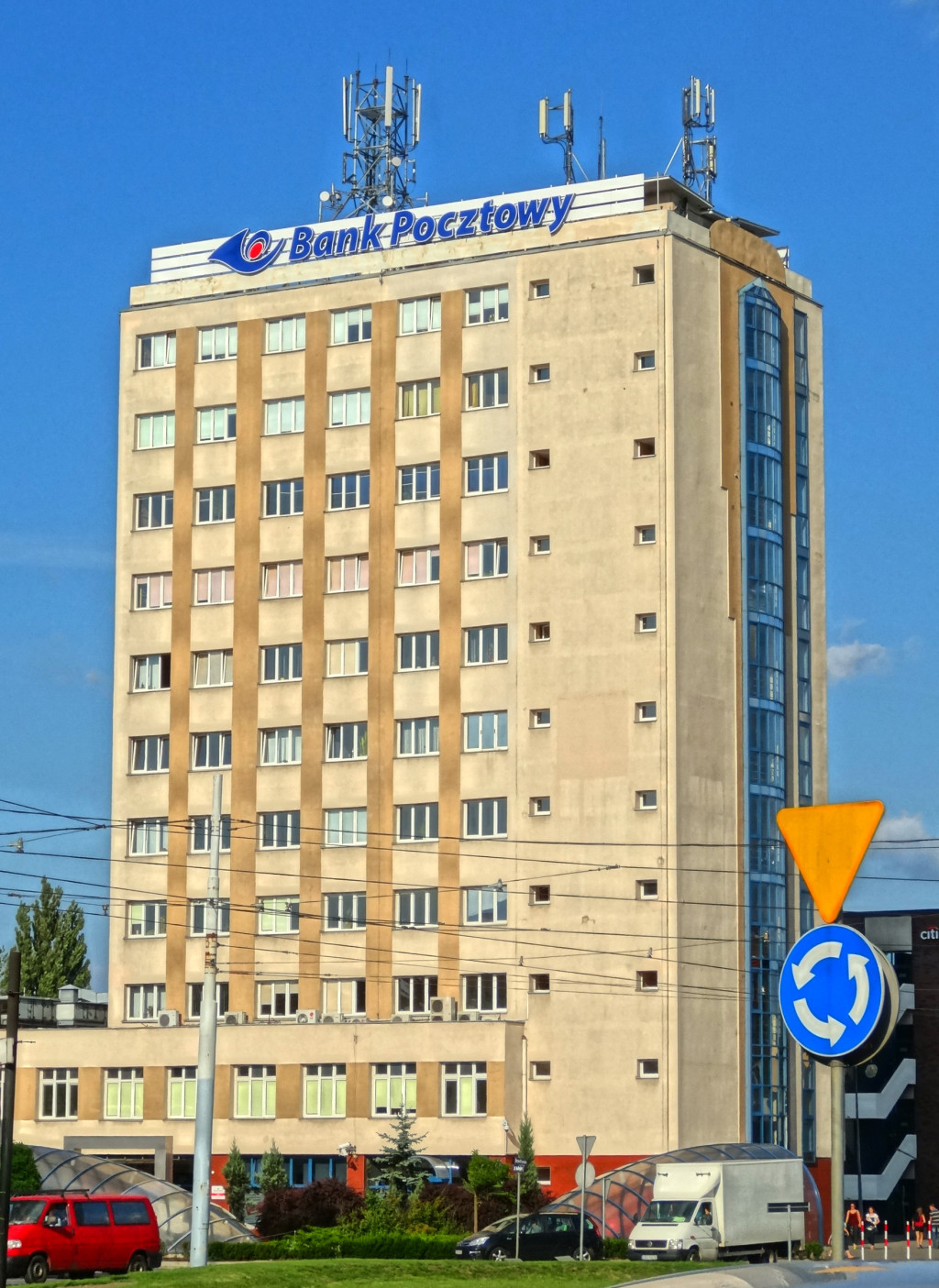
Siedziba centrali banku (2013)

W 2000 nastąpił podział rachunków GIRO na Giro Nestor i Giro Standard (w 2005 zmieniły one nazwę na Pocztowe Konto Nestor i Pocztowe Konto Standard). W 2006 podpisana została umowa pomiędzy Bankiem Pocztowym a Pocztą Polską, która określała zasady współpracy w obszarze bankowych usług detalicznych. W ramach jej postanowień do końca 2009 r. na Poczcie Polskiej wyodrębniono ponad 2 tys. Pocztowych Stanowisk Finansowych, które usprawniły obsługę klientów Banku przez pracowników placówek pocztowych.
W 2007 Bank Pocztowy uruchomił serwis bankowości elektronicznej: Pocztowy24 oraz PocztowySMS. W 2009 r. dostęp do bankowości elektronicznej uzyskali klienci instytucjonalni.
W 2010 Bank Pocztowy zaoferował klientom możliwość bezpłatnego korzystania z kont osobistych – Pocztowego Konta Standard i Pocztowego Konta Nestor. Dzięki sukcesywnie wprowadzanym zmianom i rozwojowi sieci sprzedaży, w lutym 2010 r. liczba klientów banku przekroczyła 500 tys., a w październiku 2011 r. – 1 mln.

Liczba rachunków ROR dla klientów indywidualnych w II kwartale 2016 roku wyniosła ok. 863 tys. sztuk. Daje to bankowi 11. miejsce w Polsce.

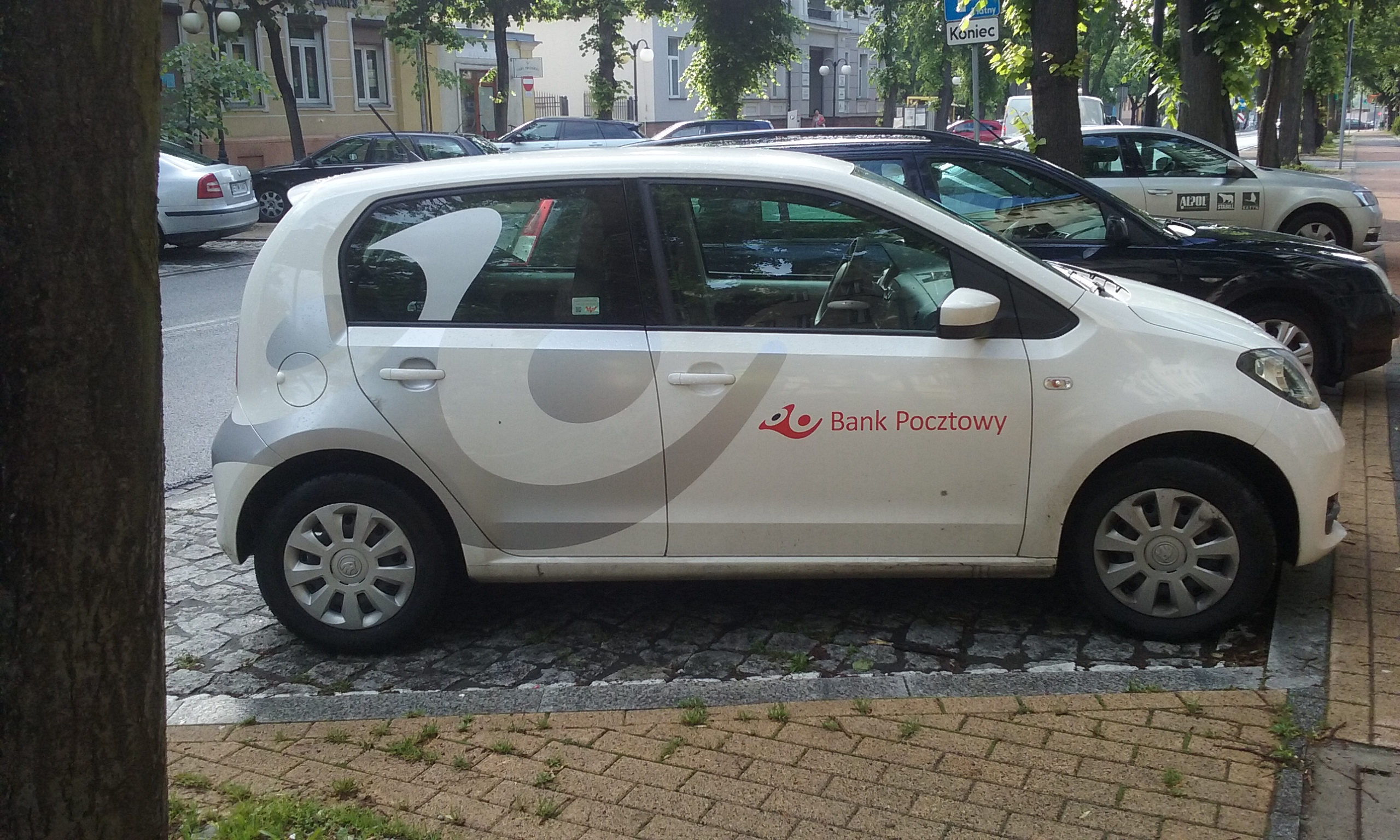
Samochód flotowy banku w Tomaszowie Mazowieckim (2019)

W lipcu 2017 udostępnił swą internetową markę EnveloBank, która w 2021 została wykorzystana do migracji klientów do nowego systemu bankowości mobilnej i internetowej.
Od grudnia 2020 bank realizował przyspieszoną transformację cyfrową i zmianę modelu biznesowego polgającą na wdrażaniu nowych systemów informatycznych i usług cyfrowych, w tym wymianę wszystkich kart płatniczych na karty Mastercard, wdrożenie jako pierwszy bank w Polsce karty płatniczej biometrycznej.
W 2022 posiadał 132 placówek (w tym 103 mikrooddziały – filie) zlokalizowane w placówkach pocztowych. Ważną rolę odgrywała sieć Poczty Polskiej licząca przeszło 4700 punktów, w których można korzystać z usług i produktów Banku Pocztowego. Ponadto Poczta w ramach swoich placówek posiada 200 wyodrębnionych punktów obsługi klienta (PPD) z dedykowanymi usługom finansowym (kredyty) i ubezpieczeniowym pracownikami – w sumie z mikrooddziałami banku na Poczcie jest sieć 330 profesjonalnych placówek bankowo-ubezpieczeniowych.

## Prezesi zarządu banku
- 1998–2002: Piotr Tomaszewski[17]
- 2002–2005: Andrzej Szukalski[18]
- 2005–2006: Alfred Bieć[19]
- 2006–2009: Piotr Kamiński[20]
- 2009–2014: Tomasz Bogus[19]
- 2015–2016: Szymon Midera[19]
- 2016–2018: Sławomir Zawadzki[21]
- 2019–2020: Robert Kuraszkiewicz[22]
- 2020: Jakub Słupiński (p.o.)[22]
- 2020: Tomasz Dąbrowski (p.o.)[22]
- od 2020: Jakub Słupiński[23]

## Akcjonariat[24]
| Akcjonariusz                                  | Liczba posiadanych akcji        |
| --------------------------------------------- | ------------------------------- |
| Poczta Polska S.A.                            | 75% wszystkich akcji – 10 akcji |
| Powszechna Kasa Oszczędności Bank Polski S.A. | 25% wszystkich akcji + 10 akcji |